# بخش الک (شهرستان نوبل، اوهایو)
بخش الک (به انگلیسی: Elk Township) یک منطقهٔ مسکونی در ایالات متحده آمریکا است که در شهرستان نوبل، اوهایو واقع شده‌است.
 بخش الک ۷۵٫۴ کیلومتر مربع مساحت و ۳۰۵ نفر جمعیت دارد و ۲۸۱ متر بالاتر از سطح دریا واقع شده‌است.